# Afronaumannia
Afronaumannia is een geslacht van kevers uit de familie bladkevers (Chrysomelidae).
De wetenschappelijke naam van het geslacht werd in 2005 gepubliceerd door Steiner & Wagner.

## Soorten
- Afronaumannia irenae Steiner & Wagner, 2005
- Afronaumannia josephinae Steiner & Wagner, 2005
- Afronaumannia pallida Steiner & Wagner, 2005
- Afronaumannia rubra Steiner & Wagner, 2005